# Forest Park (Illinois)
Forest Park – wieś w Stanach Zjednoczonych, w stanie Illinois, w hrabstwie Cook.